# Сајберфеминизам
Сајберфеминизам (енгл. Cyberfeminism) је термин који се користи како би се описале филозофије савремене феминистичке заједнице чија су интересовања сајберспејс, интернет и технологија. Термин је настао почетком деведесетих како би се описала делатност феминисткиња које су заинтересоване за теорију, критику и истраживање интернета, сајберспејса и технологије нових медија. У сајберфеминизму доминантно је утопијско виђење сајберспејса и интернета као средстава за ослобођење од социјалних конструкција као што су род и родне разлике. Сматра се претходником умреженог феминизма. 